# 冠纹柳莺
，又称克勞第氏冠紋柳鶯，是雀形目柳莺科的一种鸟类。

## 特征
冠纹柳莺体重约7.63克，翼长约59.9毫米，嘴峰长约11.2毫米，喙宽度约2.9毫米，喙厚度约2.8毫米，跗蹠长约16.2毫米，尾长约47毫米。冠纹柳莺是部分迁徙的鸟类，其栖息在半开放的高大树木组成的森林中，食性为肉食性，主要食物来源是陆生无脊椎动物。

## 分布
中国西部山区至西藏东部；越冬于中国南部和东南亚越冬。